# Alberto Giolitti
Alberto Giolitti, noto anche con lo pseudonimo di Gilbert (Roma, 14 novembre 1923 – Roma, 15 aprile 1993), è stato un fumettista italiano naturalizzato statunitense.

## Biografia

### Gli inizi
Già dall'età di quattordici anni, Giolitti dimostra una chiara propensione al disegno e, incoraggiato da un amico di famiglia, propone i suoi lavori alla Casa editrice AVE, che pubblicava il periodico Il Vittorioso, sulle cui pagine esordisce giovanissimo nel 1939. Per la casa editrice romana realizza numerose illustrazioni e serie a fumetti. Sugli Albi A.V.E appaiono nel 1941 Le avventure di Italo Nurago e Il fortino assediato, entrambe su testi di G. Rainuzzo.
Frattanto si iscrive alla Facoltà di Architettura a Roma, ma nei primi mesi del 1940 è costretto ad abbandonare gli studi perché chiamato a prestare il servizio militare durante la Seconda guerra mondiale.
Terminato anticipatamente il servizio militare in quanto studente universitario riprende la sua collaborazione con Il vittorioso per cui realizza, su testi di Umberto Colombini, I senza Paura, interrotto nell'agosto del 1943 per la temporanea chiusura del giornale a causa degli eventi bellici.

### Il soggiorno in America
Nel 1946 Giolitti si trasferisce a Buenos Aires, in Argentina, dove rimane tre anni collaborando con la Editorial Lainez e la Columbia Hermanos per cui realizzerà adattamenti a fumetti di famosi romanzi come Quo vadis? e Ben-Hur. Collabora anche alla rivista Aventuras per cui realizza le serie David Méndez Repórtere  e El Santo  basata su  The Saint di Leslie Charteris, su testi dello sceneggiatore cinematografico Isaac Aisemberg.
Nel frattempo, nel 1947, appaiono in Italia, presso l'editore AVE, alcune storie probabilmente realizzate prima della sua partenza: sugli Albi dei Quattro Cerchi (serie "Cerchio Rosso") viene pubblicata L'oasi del mistero, scritta ancora da Rainuzzo, mentre su testi di Sorgi Alfa e Omega e Dick Martin apparsi sugli Albi del Vittorioso.
Nel 1949 si stabilisce negli Stati Uniti, a New York, dove inizia una lunga collaborazione con la Western Publishing. Il primo lavoro per la casa editrice statunitense è la storia The exile pubblicata nel 1951 sul secondo numero della collana Indian Chief. Successivamente inizia a realizzare la serie Sergeant Preston scritta da Gaylord Du Bois e basata sulla omonima serie televisiva. A questa serie Giolitti lavorerà fino al 1958 anno della sua chiusura.
Dopo un breve ritorno a Roma nel 1953, dal 1954 al 1960 si stabilisce in Florida. Benché molto impegnato nella realizzazione di Sergeant Preston Giolitti riesce a realizzare in questo periodo diverse altre opere per la Western Publishing. Fra queste The Christmas Story, tratto dal Vangelo secondo Matteo, pubblicato nel dicembre 1954 sull’albo speciale A Christmas Treasury; Aladdin and the Wonderful Lamp e  Gulliver’s Travels pubblicati rispettivamente nel 1955 e nel 1956 nella collana Dell Junior Treasury. Per quest'ultima opera vince il prestigioso premio Thomas Alva Edison Award.
Durante gli anni cinquanta realizza anche diverse storie per la serie Tonto incentrata sulle avventure della spalla di Lone Ranger.
Tra il 1959 e il 1961 Giolitti è il disegnatore principale della serie western Gunsmoke, anche questa incentrata sulla omonima serie televisiva. Questa collana verrà nuovamente riproposta tra il 1969 e il 1970 sempre con i disegni di Giolitti. Sempre negli anni cinquanta realizza diverse storie per la collana Four Color Comic della Dell Publishing. Tra queste: Alexander the Great, adattamento del film uscito nel 1956, Tales from Wells Fargo, tratta dalla serie televisiva, e The Challenge of Zorro del 1956. Del 1958 è Abraham Lincoln Life Story, biografia a fumetti del presidente statunitense scritta da Gaylord Du Bois. L'anno seguente realizza Have Gun, Will Trave, anche questa ispirata all'omonima serie televisiva. Tra il 1957 e il 1958 disegna anche diversi episodi di Cisco Kid.
Nel 1960 inizia a realizzare, spesso in collaborazione con Giovanni Ticci, Turok, son of stone che proseguirà, anche dopo il suo ritorno in Italia, fino al numero 130 del 1982.
Nel 1955 diventa cittadino statunitense quando sposa Joan, dalla quale avrà due figli.

### Il ritorno in Italia e lo "Studio Giolitti"
Tornato definitivamente in Italia nel 1960, crea lo Studio Giolitti, per il quale disegna egli stesso, ma che è soprattutto agenzia fumettistica alla quale collaborano molti giovani talenti, il cui lavoro viene distribuito ai maggiori editori italiani, americani, inglesi, tedeschi, francesi e belgi. Lo "Studio Giolitti" va via via acquisendo nuovi collaboratori riunendo fino a una cinquantina di disegnatori, tra i quali  Annibale Casabianca, Franco Caprioli, Roberto Diso, Ruggero Giovannini, Renato Polese, Giovanni Ticci, Angelo Todaro, Massimo Rotundo, Franco Saudelli e Nevio Zeccara. La produzione si specializza fortemente nel genere avventuroso, ma spazia anche in quello comico come le realizzazioni di Bugs Bunny, Daffy Duck e Porky Pig, celebri personaggi della Warner Bros.
Giolitti nel frattempo continua la sua assidua collaborazione con la Western Printing che nel 1962 si è definitivamente separata dalla Dell Publishing e ora pubblica fumetti sotto l'etichetta Gold Key. Spesso insieme a Ticci collabora a numerose serie tra cui: Boris Karloff Thriller e Boris Karloff Tales of Mystery apparse tra il 1962 e il 1963, Freedom Agent e John Steele Secret Agent (del 1964), The Twillight Zone (dal 1963 al 1970) ispirata alla celebre serie televisiva,  Lord Jim (del 1966, adattamento del film diretto da Richard Brooks).
Sempre insieme a Giovanni Ticci nel 1967 disegna quattro episodi di Tarzan e un albo dedicato a King Kong (1968).
Nel luglio 1967 la Western inizia la pubblicazione dei comic book dedicati alla serie fantascientifica Star Trek inaugurata l'anno precedente. Giolitti, troppo impegnato nella realizzazione di Turok, affida i disegni dei primi due albi a Nevio Zeccara e prende in mano la serie dal terzo volume. Aiutato da vari autori dello studio, la pubblicazione proseguirà fino al fino al marzo 1979. Giolitti dichiarerà di non aver mai visto un solo episodio della celebre saga ma di aver lavorato basandosi unicamente da foto tratte dalla serie. Nel primo volume, pubblicato nel 1976, di una collana di ristampe intitolata The Enterprise Logs, viene pubblicato l’articolo Portrait of an Artist: Alberto Giolitti che per la prima volta accredita presso il pubblico la lunga collaborazione di Giolitti alla testata.

### I lavori per il mercato inglese e italiano
A partire dal 1962 lo Studio Giolitti inaugura una lunga e proficua collaborazione con le case editrici inglesi Fleetway/ICP e D.C. Thomson. Per la prima delle due case editrici Giolitti disegnerà personalmente tra il 1962 e il 1968 numerose storie per le testate Valiant, Hurricane, Hurricane Annual, Tiger and Hurricane, Ranger e altre ancora.
Alla fine degli anni settanta la Western Publishing, che aveva iniziato a pubblicare fumetti col marchio Whitman, entrò in crisi e cessò la pubblicazione di materiale inedito per continuare a pubblicare solo ristampe. Alcuni degli ultimi lavori di Giolitti per la casa editrice americana rimasero così inediti. Tra questi una storia di Flash Gordon scritta da Bob Haney.
Giolitti riprese così a lavorare per la I.P.C. con la serie fantascientifica Doomlord, pubblicata sulla testata Eagle tra il 1983 e il 1984, e realizzando una breve storia horror dal titolo Monster, pubblicata su Scream! nel 1984.
Tra il 1986 e il 1988 per la rivista Comic Art realizza, su sceneggiatura di Giorgio Pedrazzi, Cinque anni dopo, una storia post apocalittica in tre episodi.
Sul finire degli anni sessanta lo Studio lavora anche per il mercato italiano. In pieno boom del fumetto per adulti l'autore romano collabora ai tascabili spy-erotici e horror della Ediperiodici, da Jacula a Cosmine, da Oltretomba a Terror.

### L'approdo a Tex e la morte
Dal giugno 1976, Giolitti inizia a collaborare con la Sergio Bonelli Editore per realizzare una storia di Tex, Il sentiero dei Broncos, scritta da Gian Luigi Bonelli. I numerosi impegni internazionali gli impediscono però di portarla a termine e la storia verrà ultimata dal suo allievo Giovanni Ticci, che già da tempo lavorava per la testata.
Nel 1989 torna a lavorare sul personaggio realizzando, su testi di Nizzi, le tavole e la copertina del secondo speciale, Terra senza legge.
A partire dal 1990 fino alla sua morte, con lo pseudonimo di "Gilbert", passa alla serie regolare e realizza altre tre storie di Tex, l'ultima incompiuta: le sue tavole si fermano alla pagina 31 del numero 433 della serie, Due pistole per Jason (scritta da Guido Nolitta) e l'episodio sarà ancora una volta completato da Ticci  anche se alcuni componenti dello Studio Giolitti si erano offerti a loro volta per ultimare la storia dividendosi il lavoro a gruppi di pagine. 
È scomparso a Roma il 15 aprile del 1993, all'età di sessantanove anni.
Postuma verrà pubblicata sulla rivista Comic Art, nel luglio del 1993, la storia Prigioniero del tempo scritta dallo stesso Giolitti insieme con Giorgio Pedrazzi.